# Phúc Sơn, Lâm Bình
Phúc Sơn là một xã thuộc huyện Lâm Bình, tỉnh Tuyên Quang, Việt Nam.

## Địa lý
Xã Phúc Sơn nằm ở phía nam huyện Lâm Bình, có vị trí địa lý:
- Phía đông giáp huyện Na Hang
- Phía tây giáp huyện Chiêm Hóa và xã Minh Quang
- Phía nam giáp huyện Chiêm Hóa
- Phía bắc giáp xã Thổ Bình và thị trấn Lăng Can.

Xã có diện tích 90,91 km², dân số năm 2020 là 7.842 người, mật độ dân số đạt 86 người/km².

## Lịch sử
Trước đây, xã Phúc Sơn thuộc huyện Chiêm Hóa, được thành lập vào ngày 26 tháng 12 năm 1970 trên cơ sở sáp nhập hai xã Phúc Hậu và Kim Sơn.
Ngày 27 tháng 4 năm 2021, Ủy ban Thường vụ Quốc hội ban hành Nghị quyết số 1262/NQ-UBTVQH14 (nghị quyết có hiệu lực từ ngày 1 tháng 7 năm 2021). Theo đó, chuyển toàn bộ diện tích và dân số của xã Phúc Sơn về huyện Lâm Bình quản lý.